# Autoroute A91 (Italie)

Tracé de l'A91.

Pour les articles homonymes, voir A91.
L'autoroute A91, qui relie la capitale italienne Rome à l'aéroport de Rome-Fiumicino et à l'A12 (Rome-Civitavecchia - Livourne-Gênes), est l'une des plus courtes d'Italie. Elle se développe sur une longueur totale de 18,5 km et son inauguration remonte aux années 1960 lors de l'ouverture de l'escale aéroportuaire.
Actuellement l'A91 est libre de péage car elle est gérée directement par l'État italien à travers l'ANAS (Azienda Nazionale Autonoma delle Strade).

## Historique

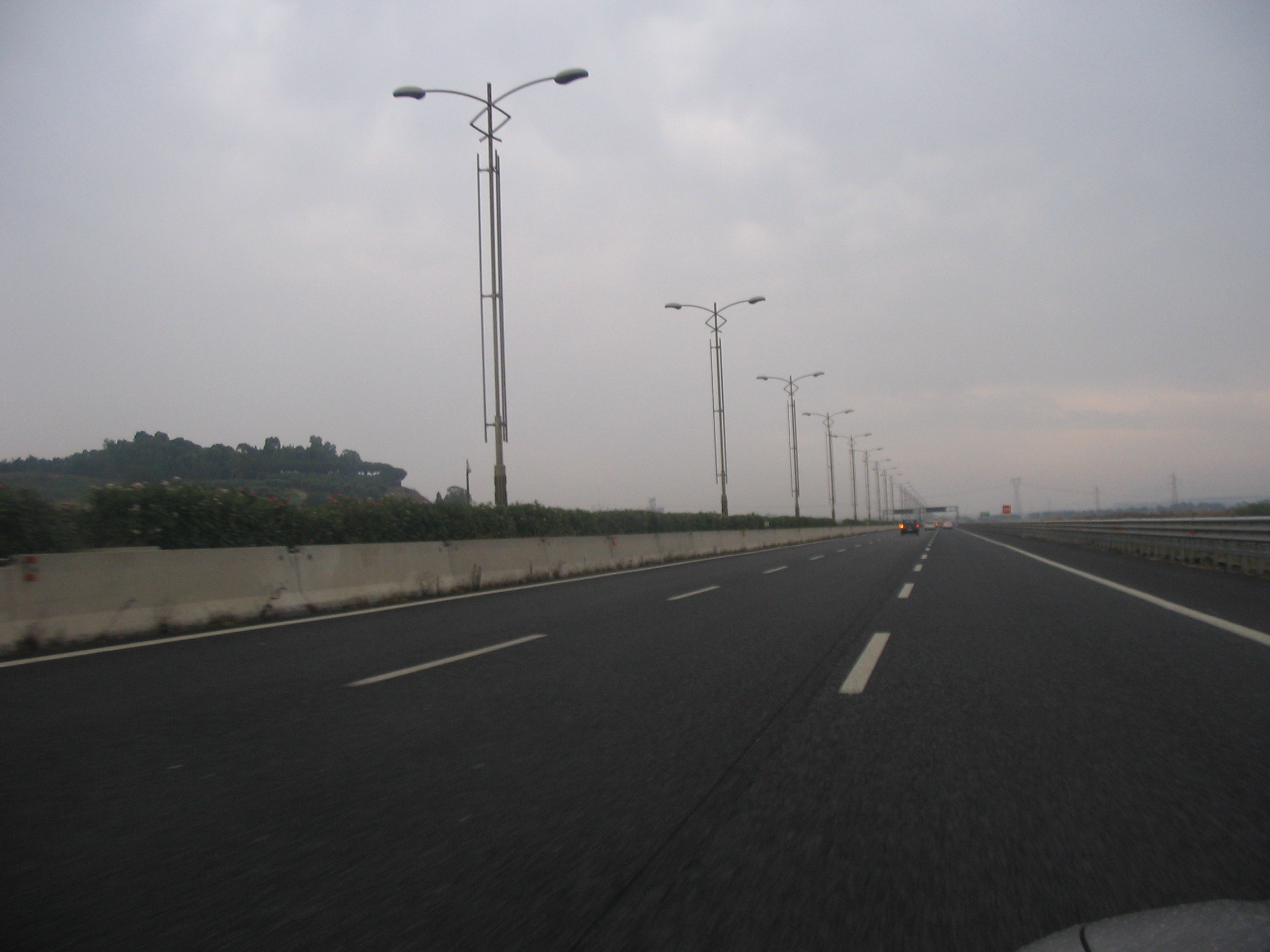
Photo de l'A91 dans le sens Rome-Aéroport.

Le tronçon a été dépourvu de numérotation pendant de nombreuses années. Encore aujourd'hui son indicatif reste inconnu de la plupart des citoyens. De nombreux panneaux routiers n'ont pas été substitués et on y peut lire A Fiumicino, où le « A » est inséré dans le logotype octagonal commun aux autoroutes italiennes.
Depuis l'an 2000, les voies ont été portées à 2×3 dans le sens Rome-Aéroport.

## Parcours
| A91 ROME-FIUMICINO |                                                  |      |      |          |                  |
| Type               | Indications                                      | ↓km↓ | ↑km↑ | Province | Route européenne |
|                    | Viadotto della Magliana                          | 0,0  | 18,5 | RM       |                  |
|                    | Via della Magliana                               |      |      | RM       |                  |
|                    | Viale Isacco Newton                              |      |      | RM       |                  |
|                    | Parco de' Medici / Viale Castello della Magliana |      |      | RM       |                  |
|                    | Aire de services Magliana                        | 6,5  | 12,5 | RM       |                  |
|                    | GRA                                              | 6,6  | 11,9 | RM       | E80              |
|                    | Civitavecchia – Genova                           | 14,3 | 4,2  | RM       | E80              |
|                    | Nuova Fiera di Roma                              |      |      | RM       |                  |
|                    | Parco Leonardo                                   |      |      | RM       |                  |
|                    | Aéroport de Rome-Fiumicino                       | 18,5 | 0,0  | RM       |                  |